# 桥东大王宫
桥东大王宫，是位于中国福建省福州市闽清县梅溪镇桥东村的一个清代古建筑，2019年入选第六批闽清县文物保护单位。
桥东大王宫坐东北朝西南，面宽14.57米，进深11.62米，平面呈长方形，总面积169.3平方米，有正前围墙、天井、左右廊道、正殿等建筑元素，正殿面阔3间，为夯土墙隔扇，外侧为马鞍式风火墙，进深1间，正厅面阔4柱3间、进深4柱，穿斗减柱造木构架，殿内保留有文物价值较高的壁画。